# Мірам Геннадій Едуардович
Мірам Геннадій Едуардович (народився 1 серпня 1940 р.) — перекладач, дослідник перекладу, доктор філологічних наук, професор кафедри іноземних мов Інституту міжнародних відносин Київського національного університету ім. Тараса Шевченка.
У 1965 році закінчив Київський державний педагогічний інститут іноземних мов. Працював перекладачем на Близькому Сході.
У 1984 р. захистив кандидатську дисертацію із прикладної лінгвістики у Раді при Військовому інституті (м. Москва). У 1994 р. отримав вчений ступінь доктора філологічних наук (дисертація «Дистрибутивна модель синтаксису і семантики наукового тексту», захищена у Раді при Московському педагогічному університеті).
Розробив лінгвістичне забезпечення системи англо-російського машинного перекладу анотацій патентів «СИМПАР». Система впроваджена в Інституті патентної інформації (м. Москва).
З 1998 р. читає курси «Теорія і практика перекладу» і «Практикум усного перекладу» в Інституті міжнародних відносин Київського національного університету ім. Тараса Шевченка. Читає авторські лекції у Лінгвістичному центрі «Україна-Європа»  [Архівовано 28 грудня 2021 у Wayback Machine.].
З 1980 р. активно працює перекладачем-синхроністом на міжнародних конференціях, семінарах, міжурядових заходах, зокрема, на конгресі «Схід-Захід» (Гельсінкі, Фінляндія), на прес-конференції Першого саміту глав країн СНД, на технічній конференції з металу (Роттердам, Голландія), на Семінарах Організації економічної співпраці і розвитку 1994—2004 рр. (Стамбул, Туреччина), на семінарах Міжнародної організації праці (Бішкек, Алма-Ата, Анкара), на засіданнях двосторонньої комісії Кучма-Гор (1998), на семінарах програми TACIS, на Першому Східноєвропейському конгресі з ортопедії та артроскопії (Варшава, Польща).
Робочі мови — англійська, російська, українська.
Автор ряду художніх творів.